# سیارک ۶۲۹۵
سیارک ۶۲۹۵ (به انگلیسی: 6295 Schmoll، نامگذاری:1988CF3) شش هزار و دویست و نود و پنجمین سیارک کشف شده‌است که در ۱۱ فوریه ۱۹۸۸ کشف شد.
قدر مطلق سیارک برابر ۱۳٫۶۰ است.